# Corlaga
Corlaga è una frazione del comune di Bagnone in provincia di Massa Carrara.

## Geografia fisica

### Territorio
Il territorio di Corlaga si compone di un gruppo centrale di case che ha ai suoi confini la chiesa parrocchiale, dedicata a San Pietro,di alcune case sparse,tuttavia distanti pochi metri dal corpo storico,e di altri gruppi abitativi: Cà Bernabovi,  via bassa, la costa e Cà d' Verno. 
l territorio di Corlaga comprende altri quattro nuclei abitati: Contea di Agnetta, Leugio, Stazzone e Campi di Leugio.
La morfologia è principalmente collinare.

## Monumenti e luoghi d'interesse

### Chiesa di San Pietro
La chiesa parrocchiale è dedicata a San Pietro,modificata più volte nel tempo, è risalente originariamente al 1293. Fa parte di un complesso che comprende varie stanze e cantine parrocchiali e una canonica molto ampia con terrazza panoramica, situata al piano superiore.
Nella chiesa, oltre a San Pietro, è venerato San Giovanni Bosco, che viene festeggiato il 30 gennaio e la domenica successiva con festa e giochi.

### Castello
Il castello, situato davanti alla chiesa parrocchiale, è risalente anch'esso intorno all'XI secolo ed apparteneva allo Spino Fiorito della famiglia Malaspina. Attualmente si presenta come un palazzo marchionale privato, circondato da vasti campi più o meno scoscesi, che si estendono fino al canale d'acqua che scorre nelle vicinanze. Si può ancora notare il ponte semi-levatoio, ora completamente immobile e fisso al terreno.